# Koesoegrasrat
De koesoegrasrat (Arvicanthis niloticus) is een knaagdier uit het geslacht Arvicanthis dat voorkomt in grote delen van Afrika. Deze soort komt in West-Afrika voor in de droge steppen van de noordelijke Sahel, ten noorden van de verspreiding van A. ansorgei, van Senegal ten noorden van de Gambia in het westen tot Soedan en Ethiopië onder 610 m hoogte, met een uitbreiding naar het noorden in het Nijldal van Egypte. Verder naar het zuiden komt de soort voor van Oost-Congo-Kinshasa en Oeganda tot West-Tanzania, Oost-Zambia en Noord-Malawi. Er is een geïsoleerde populatie in Zuidwest-Jemen en West-Oman op het Arabisch schiereiland. De soort komt mogelijk in grote delen van de Sahara voor in iets nattere gebieden dan de echte woestijn, hoewel hij daar alleen in Hoggar (Zuidoost-Algerije) is gevonden. Verschillende vormen worden soms als aparte soorten gezien: naso uit Arabië, dembeensis uit Ethiopië en omliggende gebieden, en testicularis uit de zuidelijke delen van de verspreiding. Het karyotype bedraagt 2n=62, FNa=62-66. FNa=62 (bekend als "ANI-1a) komt voor in het grootste deel van het verspreidingsgebied, FNa=64 ten westen van Mali, en FNa=66 in Ethiopië. Alle andere Arvicanthis-soorten zijn in vroegere classificaties tot A. niloticus gerekend, maar zelfs nu zes soorten van deze soort zijn afgesplitst zijn de grenzen tussen de soorten soms nog onduidelijk. Zo behoren de meest zuidelijke populaties mogelijk niet tot deze soort.
Arvicanthis abyssinicus · Arvicanthis ansorgei · Arvicanthis blicki · Arvicanthis nairobae · Arvicanthis neumanni · Koesoegrasrat (Arvicanthis niloticus) · Arvicanthis rufinus